# San Fernando de Montecristi
San Fernando de Montecristi è un comune della Repubblica Dominicana di 25.776 abitanti, situato nella Provincia di Montecristi, di cui è capoluogo.
Montecristi fu fondata dal governatore Nicolás de Ovando, Juan de Bolaños e 60 famiglie delle isole Canarie il 30 maggio 1506.
Venne spopolata durante le devastazioni di Osorio e con la popolazione di Porto Plata fondarono Monte Plata.
Venne ripopolata il 25 aprile 1879 come distretto marino e nel 1907 acquisì il titolo di capoluogo di provincia.

## Storia
Nonostante abbia una scarsa attività economica Montecristi ebbe un'epoca florida nell'ultimo quarto del XIX secolo.
“ La città era all'avanguardia per quanto riguarda le comodità quotidiane: il primo acquedotto, la prima ferrovia e telefono.Intraprese l'arduo compito di deviare il letto del río Yaque del Norte, dopo il cataclisma del 1802,” spiega la professoressa Mariana Aguilera nella sua opera “ Apuntes para una Historia de Montecristi".
Montecristi era una città prospera che attraeva gente non solo da Santo Domingo, Santiago e Puerto Plata ma anche da paesi stranieri ;per i più importanti funzionavano i consolati. “Il progresso ,precisa la professoressa,fu dato da diversi fattori tra cui l'esistenza della Casa Jimenéz ,i proprietari infatti avevano rapporti d'affari solidi e stabili con paesi Europei. La Germania in particolar modo avviò il suo processo di sviluppo tecnico e industriale reperendo materie prime anche da Montecristi e così facendo intrapresero un intenso scambio commerciale”.
Juan Isidro Jimenéz proprietario della suddetta Casa arrivò 2 volte alla carica di presidente della Repubblica ed il cognato Rafael Rodriguez Camargo discendeva da una delle famiglie più ricche del paese.
Tra gli altri imprenditori si ricorda lo spagnolo Antonio Espin che ebbe la concessione per importare la prima locomotiva nell'isola e usarla per il trasporto di legname, e la famiglia Rivas che aveva negozi ben impiantati nel tessuto commerciale .
“Il porto aveva un'attività ben avviata tanto da essere considerato tra i primi 3 dell'isola”
Il declino economico cominciò con la diminuzione della domanda di materie prime, la difficoltà della Casa che fu tolta dalle mani di Jimenéz dal dittatore Lilis e per ultimo dai problemi derivati dallo scoppio della prima guerra mondiale.
La professoressa Aguilera, docente e direttrice per molti anni del liceo José Martì e direttrice delle estensioni universitarie UNPHU e UCE,  precisa che il suo “Apuntes para una Historia de Montecristi” ha l'intento di spronare i Montecristegni ad un nuovo miracolo economico.
Per il suo straordinario lavoro intellettuale è stata decorata con :Orden de Duarte ,Sánchez y Mella.I suoi colleghi e alunni ma anche la popolazione in generale la riconoscono come la più alta autorità intellettuale e morale di Montecristi